# Vliermaal
Vliermaal is een deelgemeente van de Belgische stad Hasselt in de provincie Limburg, het was een zelfstandige gemeente tot aan de gemeentelijke herindeling van 1977. Tot en met 31 december 2024 was het een deelgemeente van Kortessem. Vanaf 1 januari 2025 is het een deelgemeente van Hasselt. Op het grondgebied van Vliermaal liggen eveneens het kerkdorp Zammelen en de gehuchten Eggertingen, Grimmertingen en Hullertingen. Vliermaal is gelegen in Haspengouw

## Etymologie
Het achtervoegsel -maal duidt op een plaats van samenkomst voor rechtspraak, terwijl vlier betrekking zou hebben op een vlierstruik waaronder deze samenkomst plaats zou hebben gevonden.

## Geschiedenis
Reeds in prehistorische tijden was er bewoning in dit gebied.
Dat het grondgebied van Vliermaal een zekere Romeinse activiteit heeft gekend blijkt uit de aanwezigheid van een aantal Romeinse dakpannen (tegulae) in de kerktoren, en uit opgravingen nabij Zammelen en Hoogveld. De aanwezigheid van Romeinse vondsten valt mede te verklaren uit het feit dat de heerbaan van Tongeren via Hasselt naar Helchteren door dit gebied liep.
In de 10e eeuw was Vliermaal de zetel van een graafschap. Als graven werden genoemd: Werenharous (959-973) en Emmo. Gedurende de 11e eeuw werd Vliermaal een leen van het Graafschap Loon, en 
De eerste schriftelijke vermelding van Vliermaal dateert uit 1297 als 'Fliedermael'. 
Het dorp was sinds de 13de eeuw een onderdeel van het graafschap Loon. Er was een schepenbank en een lokale rechtbank in Vliermaal. In 1297 werd er door de graven van Loon een gouwrechtbank gesticht. Men kon hier beroep aantekenen tegen vonnissen uitgesproken door de Hasseltse schepenen. De zeven schepenen van Vliermaal vormden in het gehele graafschap het hof van beroep in alle criminele gedingen.
De benaming "Oppergerecht van Vliermaal" bleef alsnog van kracht toen tussen 1469 en 1796 de zetel verhuisd werd naar Hasselt. Het hof bleef regelmatig nog te Vliermaal vergaderen.
De kerk van Vliermaal was aanvankelijk ondergeschikt aan de parochie van Hoeselt. In 1066 kwam het patronaatsrecht aan het Onze-Lieve-Vrouwekapittel van Hoei.

## Demografische ontwikkeling
- Bronnen:NIS, Opm:1831 tot en met 1970=volkstellingen; 1976 = inwoneraantal op 31 december
- 1866: Afsplitsing van Vliermaalroot in 1865

## Bezienswaardigheden
- De classicistische Sint-Agapituskerk met waardevol interieur (ca. 1775) en romaanse toren (11e eeuw).
- Tegen de buitenmuur van de kerk in het kerkhof, een gotisch Christusbeeld (14e eeuw).
- In het dorp staan verspreid boerenhuizen en hoeven, onder meer de 18e-19e-eeuwse Koetschoeleswinning in Maaslandse renaissancestijl.
- Aan de Kersendaelstraat staat een boerderij met in de voorgevel een wapensteen met datum 1671.
- Het Kasteel Hoogveld dateert uit de 19e eeuw.
- De Croesmolen, herbouwd in 1688, de moleninrichting werd verwijderd in 1881.

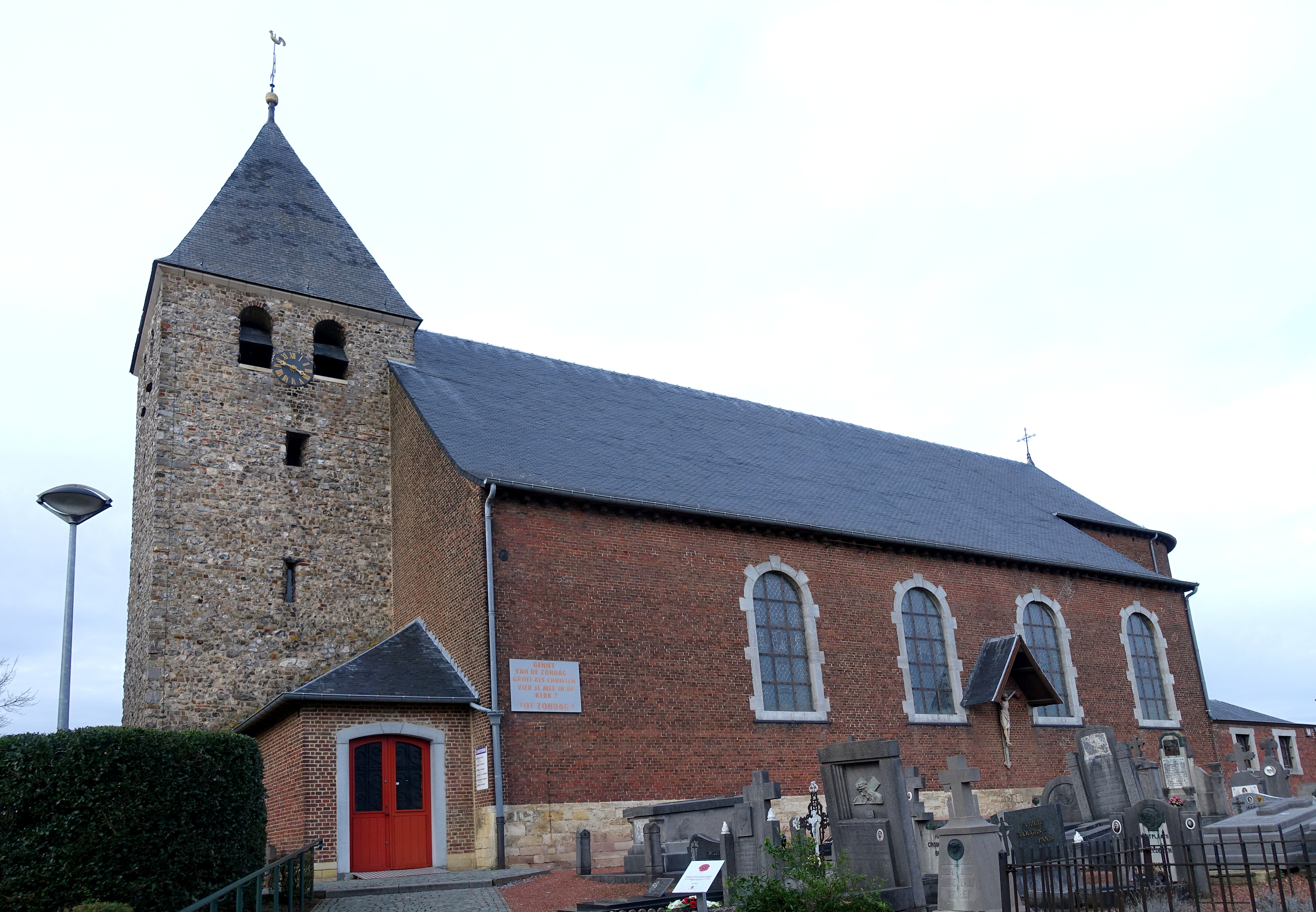
Sint-Agapituskerk
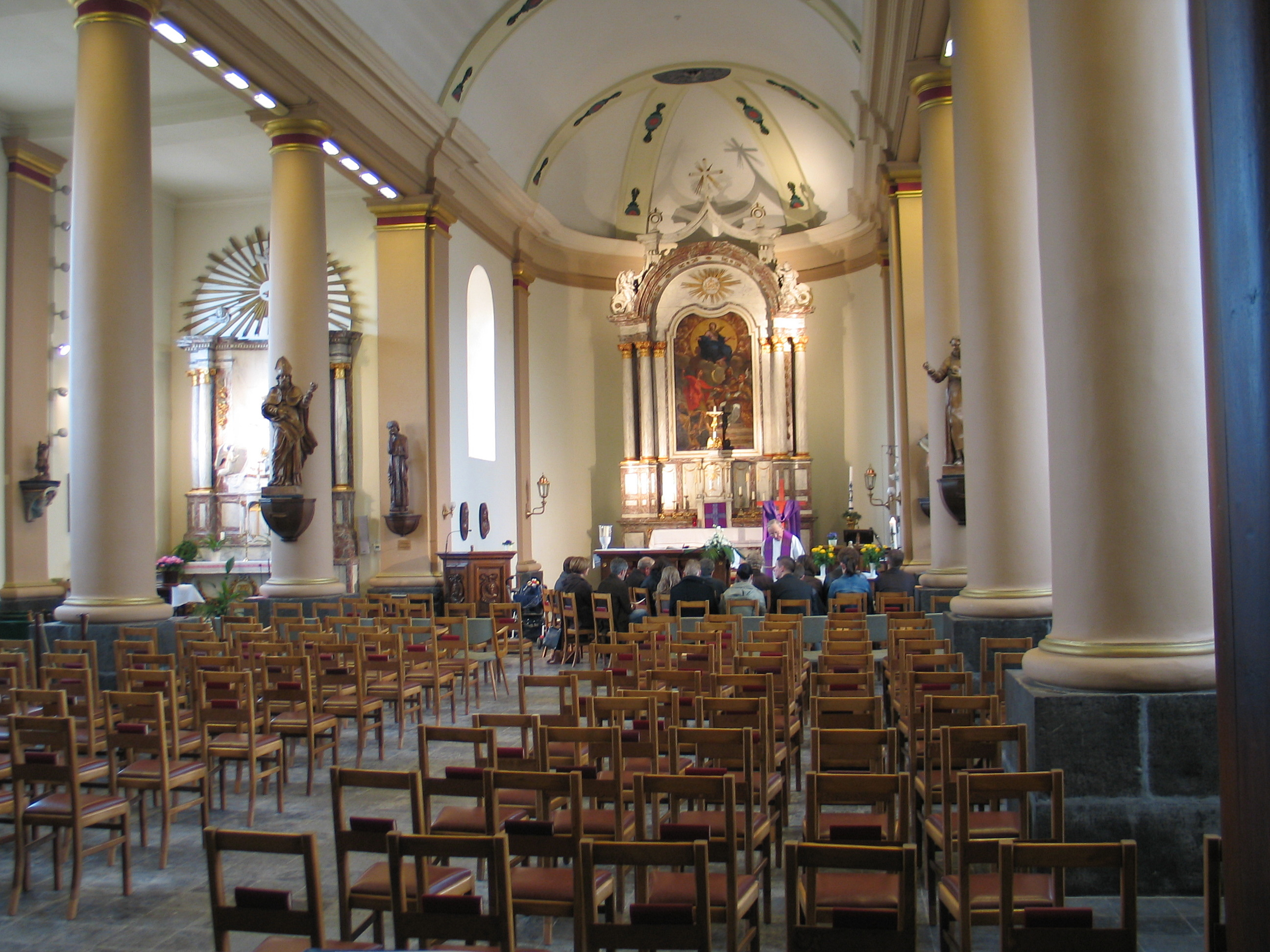
Interieur Sint-Agapitus
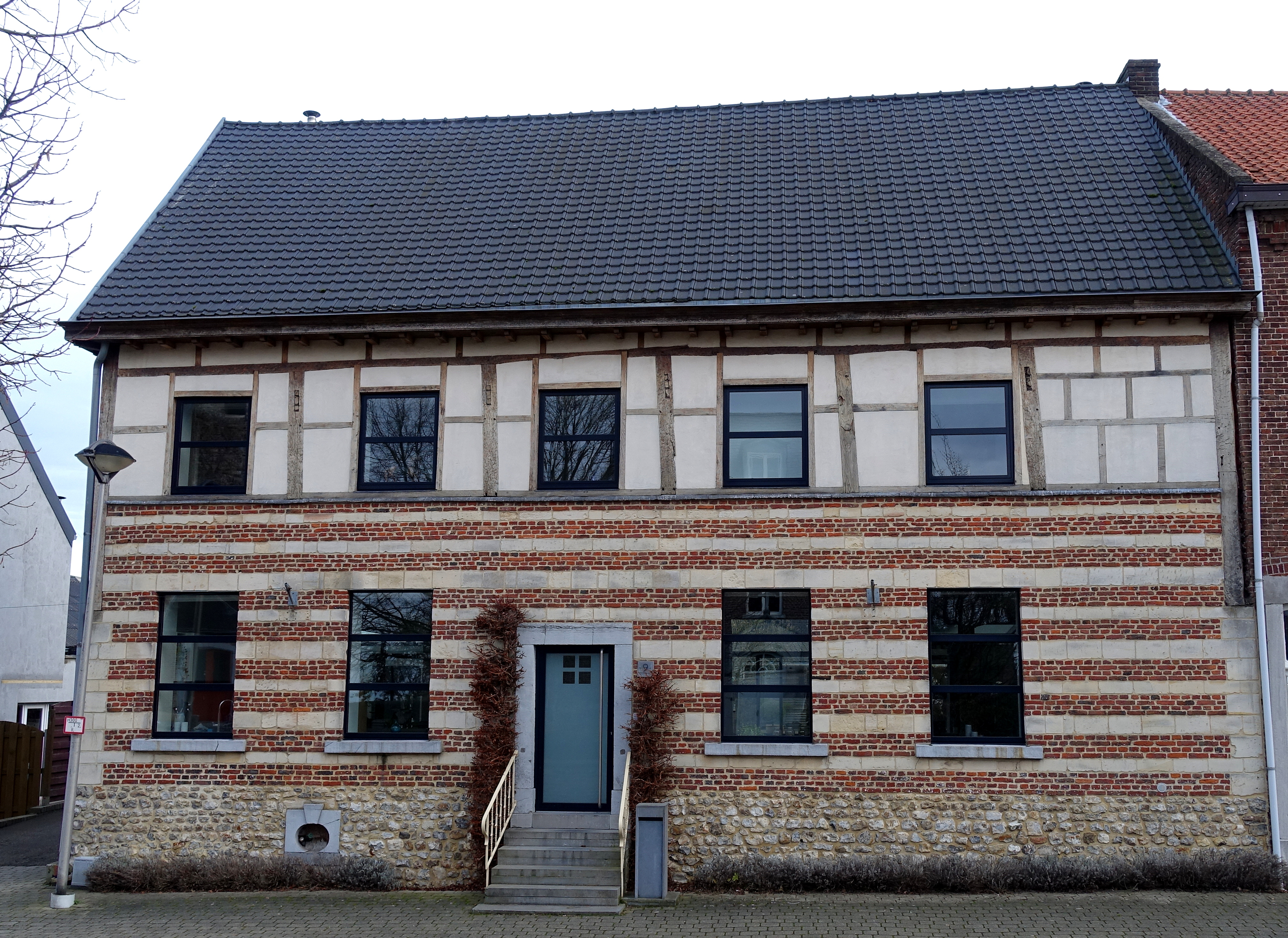
18de-eeuws huis tegenover de kerk
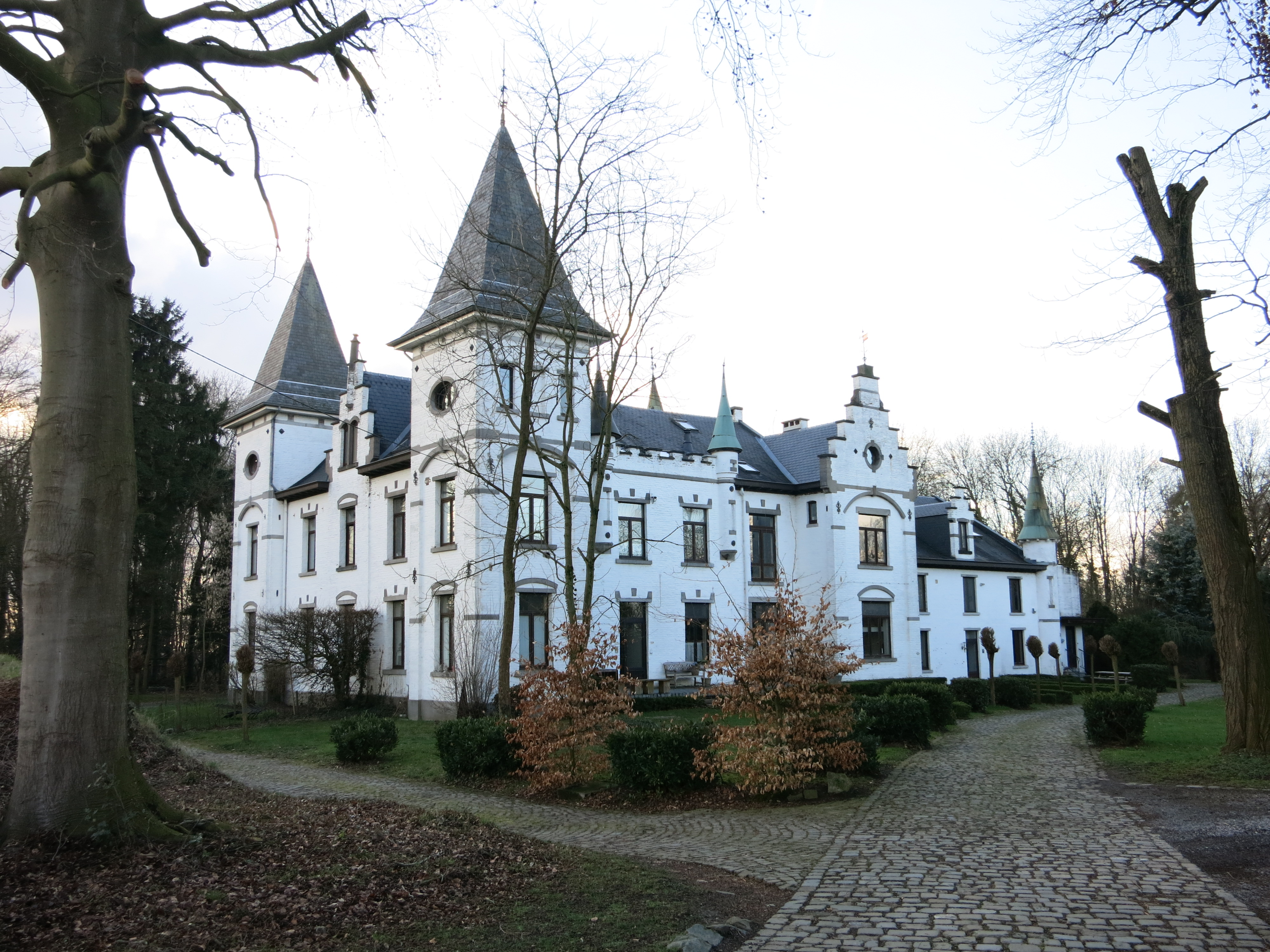
Kasteel Hoogveld
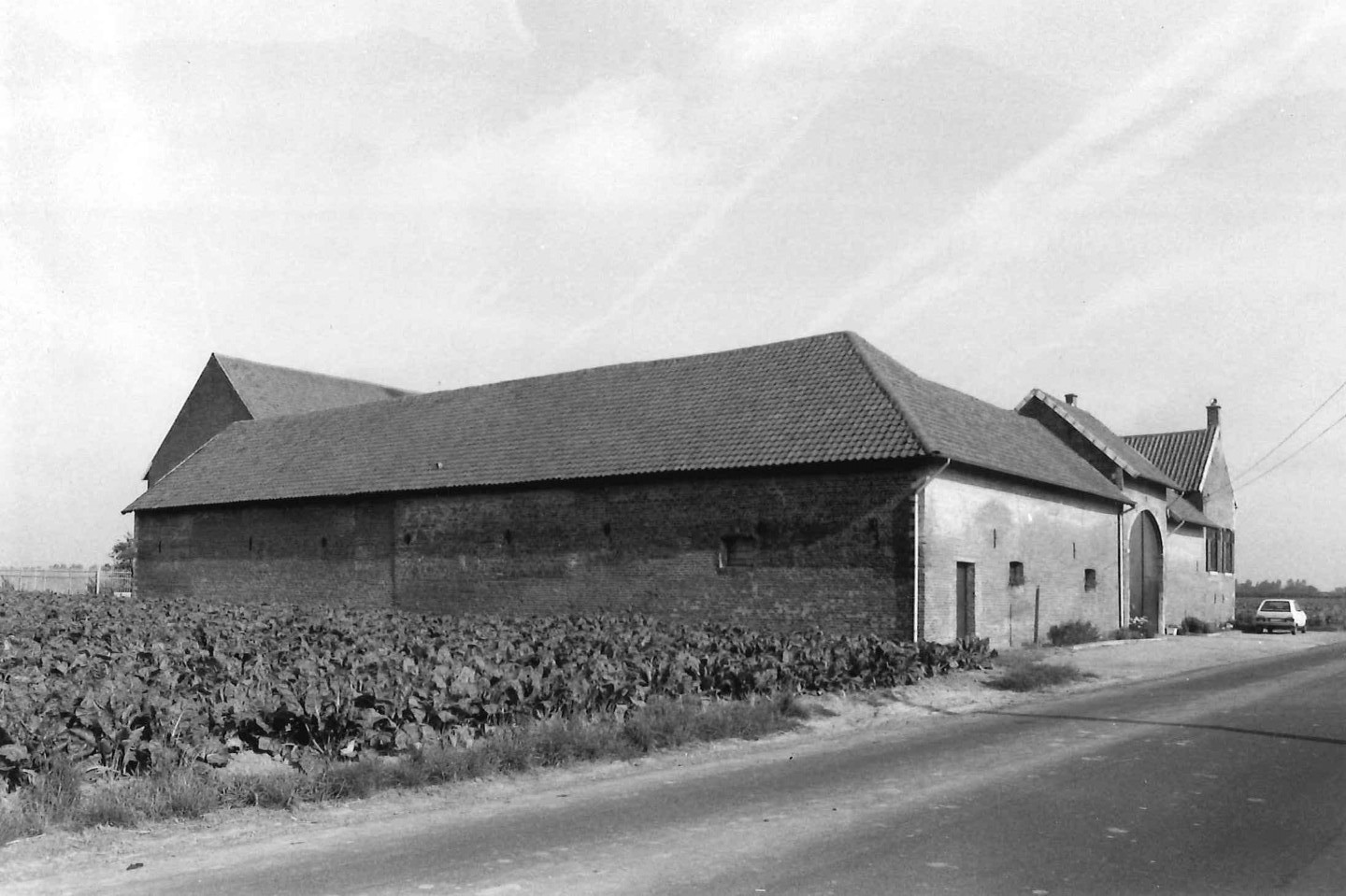
Coutjoulhoeve of Koetschoeleswinning
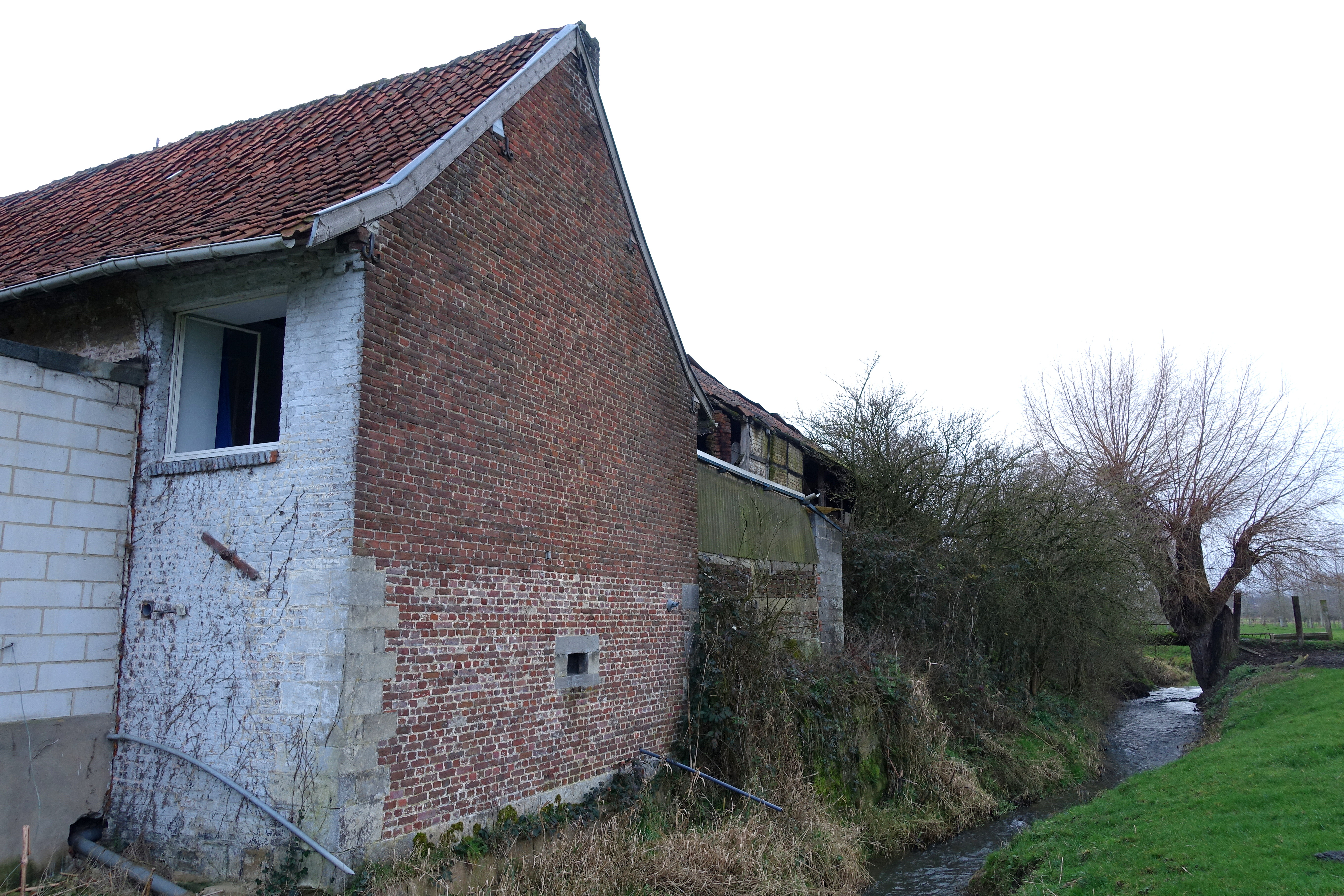
Croesmolen

## Voorzieningen
- In Vliermaal bevindt zich sinds 1992 het rusthuis "Huyse Fliedermael" met RVT-afdeling.
- De voetbalclub F.C. Vliermaal werd gesticht op 20 juni 1948 onder het stamnummer 4942. Het initiatief van de stichting kwam uit van de heren Coninx, Vandeweyer, Valkeneers, Wauters en Wirix.

## Geboren in Vliermaal
- Alain Coninx, tv-presentator
- Pieter Wirix, Belgisch politicus en volksvertegenwoordiger

## Nabijgelegen kernen
Wintershoven, Zammelen,  Schalkhoven, Sint-Huibrechts-Hern, Guigoven